# Lifemask
Lifemask è il sesto album di Roy Harper.

## Storia
Lifemask fu scritto da Harper durante un periodo di malattia. Avendo in mente pensieri di vita e morte, il secondo lato dell'album contiene una lunga traccia intitolata "The Lord's Prayer", che Harper ha descritto come "... la mia ultima volontà e mio testamento". La stessa copertina dell'album appare come una maschera funebre dello stesso Harper.
Alcune canzoni fanno parte della colonna sonora del film I profeti delle ore corte (Made). Harper ne fu coprotagonista con Carol White. Il film, del regista John Mackenzie, racconta la storia della relazione tra una giovane ragazza-madre ed una insicura rock-star, 'Mike Preston' interpretata da Harper. Nel film compaiono estratti da "The Lord's Prayer", una versione dal vivo di "Highway Blues", di "Little Lady" e "Bank Of The Dead" (nota anche come "The Social Casualty" e "Valerie's Song") cantate con liriche differenti rispetto a quelle dell'album.
Nel 1987 la Awareness Records ha pubblicato una cassetta di Lifemask (AWT 1007) contenente 4 tracce supplementari. Le stesse tracce si trovano nel CD del 1990, sempre a cura della Awareness Records (AWCD 1007).

## Tracce

### Lato A
1. "Highway Blues" - 6:34
2. "All Ireland" - 2:52
3. "Little Lady" - 4:19
4. "Bank Of The Dead" - 3:13
5. "South Africa" - 4:06

### Lato B
1. "The Lord's Prayer" - 22:55

a) "Poem"
b) "Modal Song Parts I to IV"
c) "Front Song"
d) "Middle Song"
e) "End Song" (Front Song Reprise)

### Bonus tracks nella riedizione del 1987 e del 1990
1. "Ballad Of Songwriter" - (dalla versione statunitense di Folkjokeopus)
2. "Zaney Janey" - (dalla versione statunitense di Folkjokeopus)
3. "Midspring Dithering" - (lato A dal singolo del 1967)
4. "Zengem" - (lato B dal singolo del 1967)

## Singoli
Un singolo fu pubblicato dalla Harvest (HAR 5059). Esso contiene differenti versioni di tracce contenute nell'album e utilizzate nel film I profeti delle ore corte.
1. Lato A. "Bank Of The Dead"
2. Lato B. "Little Lady"

## Formazione
- Roy Harper - chitarra, sintetizzatore, basso, armonica a bocca, e voce
- Jimmy Page - chitarra in "Bank Of The Dead" e "The Lord's Prayer"
- Laurie Allen - percussioni in "Highway Blues"
- Steve Broughton - bongos in "The Lord's Prayer"
- Tony Carr - bongos in "The Lord's Prayer" e percussioni on "Bank Of The Dead"
- Brian Davison - percussioni in "The Lord's Prayer"
- Brian Hodges - basso in "Bank Of The Dead" e "The Lord's Prayer"
- Ray Warleigh - flauto in "The Lord's Prayer"